# Chaerilus cavernicola
Espèce
Chaerilus cavernicola est une espèce de scorpions de la famille des Chaerilidae.

## Distribution
Cette espèce se rencontre en Indonésie à Sumatra, en Malaisie péninsulaire et en Thaïlande.

## Description
L'holotype mesure 29 mm.
Chaerilus cavernicola mesure de 27,6 à 42,1 mm.

## Étymologie
Son nom d'espèce lui a été donné en référence au lieu de sa découverte, une grotte.

## Publication originale
- Pocock, 1894 : Scorpions from the Malay Archipelago. Zoologisclte Ergebnisse einer Reise in Niederliindisch Ost-Indien, vol. 3, no 2, p. 84-99 (texte intégral).